# Offering: Live at Temple University
| Recensione | Giudizio |
| ---------- | -------- |
| AllMusic   | [ 1 ]    |
| Pitchfork  | [ 2 ]    |

Offering: Live at Temple University è un album live del musicista jazz statunitense John Coltrane pubblicato postumo dall'etichetta Resonance Records nel 2014. L'album è stato registrato da bobine master originali archiviate dalla stazione radiofonica WRTI-FM. Il ricavato delle vendite del disco va in favore dell'associazione per la preservazione della "John Coltrane Home".

## Il disco
L'album ha suscitato un'accoglienza mista da parte della critica. Geoff Dyer di The New York Review of Books, definì i passaggi strumentali di estrema sperimentazione "un po' stupidi, il che non vuol dire che non siano senza valore". Mark Richardson di Pitchfork Media assegnò al disco un voto di 8.5 su 10, lodando la sperimentazione, scrivendo come sia "quasi insopportabilmente intensa ma con magnifici assoli da parte del percussionista Rashied Ali". Il recensore di AllMusic Matt Collar mise l'album nel contesto della carriera di Coltrane, definendolo il "culmine live del viaggio musicale di Coltrane, un ritorno a casa e una comunione spirituale con le forze profonde e creative che lo hanno spinto fino alla fine della sua vita".
L'album ha vinto un Grammy Award for Best Album Notes.

## Tracce
Tutti i brani sono opera di John Coltrane, tranne dove indicato diversamente
1. Naima – 16:28
2. Crescent – 26:11
3. Leo – 21:29
4. Offering – 4:19
5. My Favorite Things – 23:18 (Oscar Hammerstein II & Richard Rodgers)

## Crediti
John Coltrane Quintet
- John Coltrane – sax soprano e tenore, flauto, voce
- Rashied Ali – batteria
- Alice Coltrane – pianoforte
- Sonny Johnson – contrabbasso
- Pharoah Sanders – sax tenore

Musicisti aggiuntivi
- Umar Ali – percussioni
- Algie DeWitt – percussioni
- Arnold Joyner – sax alto
- Robert Kenyatta – percussioni
- Steve Knoblauch – sax alto

Personale tecnico
- Bernie Grundman – masterizzazione audio
- Ashley Kahn – note interne
- Frank Kofsky – fotografie